# MLB Draft 2016

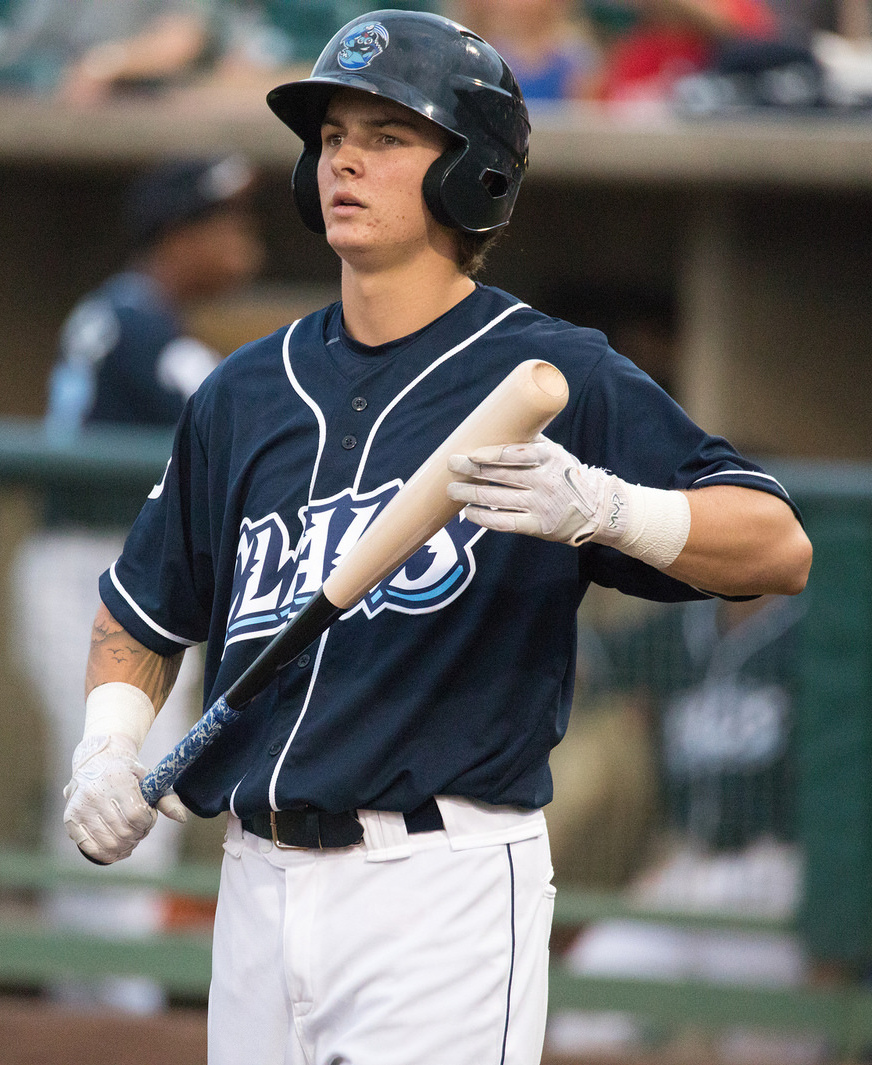
Mickey Moniak, der erste Pick im Draft 2016

Der MLB Draft 2016, der Entry Draft der Major League Baseball, fand vom 9. bis 11. Juni 2016 statt.
Die Draftreihenfolge war entgegengesetzt zu den Platzierungen der MLB-Saison 2015, so dass das schlechteste Team des Vorjahres, die Philadelphia Phillies, die erste Wahl (Pick) hatten. Die Phillies entschieden sich für den 1998 in Encinitas geborenen Outfielder Mickey Moniak.
Der aktuelle Meister Kansas City Royals hatte, da er Ian Kennedy unter Vertrag genommen hat, keinen Pick in der ersten Runde zur Verfügung und griff erst an 67ster Stelle in den Draft ein.

## Erstrundenwahl
| Pick | Spieler            | Spieler          | Franchise | Franchise             | Position | Schule                                       |
| ---- | ------------------ | ---------------- | --------- | --------------------- | -------- | -------------------------------------------- |
| 1    | Vereinigte Staaten | Mickey Moniak    |           | Philadelphia Phillies | OF       | La Costa Canyon High School (Kalifornien)    |
| 2    | Vereinigte Staaten | Nick Senzel      |           | Cincinnati Reds       | 3B       | University of Tennessee                      |
| 3    | Vereinigte Staaten | Ian Anderson     |           | Atlanta Braves        | RHP      | Shenendehowa High School (New York)          |
| 4    | Vereinigte Staaten | Riley Pint       |           | Colorado Rockies      | RHP      | St. Thomas Aquinas High School (Kansas)      |
| 5    | Vereinigte Staaten | Corey Ray        |           | Milwaukee Brewers     | OF       | University of Louisville                     |
| 6    | Vereinigte Staaten | A. J. Puk        |           | Oakland Athletics     | LHP      | University of Florida                        |
| 7    | Vereinigte Staaten | Braxton Garrett  |           | Miami Marlins         | LHP      | Florence High School (Alabama)               |
| 8    | Kanada             | Cal Quantrill    |           | San Diego Padres      | RHP      | Stanford University                          |
| 9    | Vereinigte Staaten | Matt Manning     |           | Detroit Tigers        | RHP      | Sheldon High School (Kalifornien)            |
| 10   | Vereinigte Staaten | Zack Collins     |           | Chicago White Sox     | C        | University of Miami                          |
| 11   | Vereinigte Staaten | Kyle Lewis       |           | Seattle Mariners      | OF       | Mercer University (Georgia)                  |
| 12   | Vereinigte Staaten | Jason Groome     |           | Boston Red Sox        | LHP      | Barnegat High School (New Jersey)            |
| 13   | Vereinigte Staaten | Josh Lowe        |           | Tampa Bay Rays        | 3B       | Pope High School (Georgia)                   |
| 14   | Vereinigte Staaten | Will Benson      |           | Cleveland Indians     | OF       | The Westminster Schools (Georgia)            |
| 15   | Vereinigte Staaten | Alex Kirilloff   |           | Minnesota Twins       | OF       | Plum High School (Pennsylvania)              |
| 16   | Vereinigte Staaten | Matt Thaiss      |           | Los Angeles Angels    | C        | University of Virginia                       |
| 17   | Vereinigte Staaten | Forrest Whitley  |           | Houston Astros        | RHP      | Alamo Heights High School (Texas)            |
| 18   | Vereinigte Staaten | Blake Rutherford |           | New York Yankees      | OF       | Chaminade College Prep (Kalifornien)         |
| 19   | Vereinigte Staaten | Justin Dunn      |           | New York Mets         | RHP      | Boston College                               |
| 20   | Vereinigte Staaten | Gavin Lux        |           | Los Angeles Dodgers   | SS       | Indian Trail Academy (Wisconsin)             |
| 21   | Vereinigte Staaten | T. J. Zeuch      |           | Toronto Blue Jays     | RHP      | University of Pittsburgh                     |
| 22   | Vereinigte Staaten | Will Craig       |           | Pittsburgh Pirates    | 3B       | Wake Forest University                       |
| 23   | Puerto Rico        | Delvin Pérez     |           | St. Louis Cardinals   | SS       | International Baseball Academy (Puerto Rico) |

### Kompensationsrunde
| Pick | Spieler            | Spieler        | Franchise | Franchise            | Position | Schule                                        | Grund der Kompensation                                  |
| ---- | ------------------ | -------------- | --------- | -------------------- | -------- | --------------------------------------------- | ------------------------------------------------------- |
| 24   | Vereinigte Staaten | Hudson Sanchez |           | San Diego Padres     | SS       | Carroll Senior High School (Texas)            | Kansas City Royals haben Ian Kennedy verpflichtet       |
| 25   | Vereinigte Staaten | Eric Lauer     |           | San Diego Padres     | LHP      | Kent State University                         | Detroit Tigers haben Justin Upton verpflichtet          |
| 26   | Vereinigte Staaten | Zack Burdi     |           | Chicago White Sox    | RHP      | University of Louisville                      | San Francisco Giants haben Jeff Samardzija verpflichtet |
| 27   | Vereinigte Staaten | Cody Sedlock   |           | Baltimore Orioles    | RHP      | University of Illinois                        | Miami Marlins haben Wei-Yin Chen verpflichtet           |
| 28   | Vereinigte Staaten | Carter Kieboom |           | Washington Nationals | SS       | Walton High School (Georgia)                  | Detroit Tigers haben Jordan Zimmermann verpflichtet     |
| 29   | Vereinigte Staaten | Dane Dunning   |           | Washington Nationals | RHP      | University of Florida                         | Texas Rangers haben Ian Desmond verpflichtet            |
| 30   | Vereinigte Staaten | Cole Ragans    |           | Texas Rangers        | LHP      | North Florida Christian High School (Florida) | Baltimore Orioles haben Yovani Gallardo verpflichtet    |
| 31   | Vereinigte Staaten | Anthony Kay    |           | New York Mets        | LHP      | University of Connecticut                     | Washington Nationals haben Daniel Murphy verpflichtet   |
| 32   | Vereinigte Staaten | Will Smith     |           | Los Angeles Dodgers  | C        | University of Louisville                      | Arizona Diamondbacks haben Zack Greinke verpflichtet    |
| 33   | Vereinigte Staaten | Dylan Carlson  |           | St. Louis Cardinals  | OF       | Elk Grove High School (Kalifornien)           | Chicago Cubs haben John Lackey verpflichtet             |
| 34   | Vereinigte Staaten | Dakota Hudson  |           | St. Louis Cardinals  | RHP      | Mississippi State University                  | Chicago Cubs haben Jason Heyward verpflichtet           |

## Weitere erwähnenswerte Spieler
| Pick | Spieler            | Spieler     | Franchise | Franchise     | Position | Schule                | Info                  |
| ---- | ------------------ | ----------- | --------- | ------------- | -------- | --------------------- | --------------------- |
| 64   | Vereinigte Staaten | Pete Alonso |           | New York Mets | 1b       | University of Florida | NL Rookie of the Year |